# Primer Gobierno de Lenin
El Primer Gobierno de Lenin fue el gabinete establecido en 1917 tras la Revolución de Octubre, con Vladímir Lenin como jefe de Gobierno, desempeñándose como presidente del Consejo de Comisarios del Pueblo de la RSFS de Rusia. 
Fue establecido el 8 de noviembre de 1917, por decreto del II Congreso Panruso de los Soviets. León Trotski ideó los nombres comisario y sóviet para evitar los términos "burgueses" de la democracia liberal como ministro y gabinete.  
La Constitución de la RSFS de Rusia de 1918 formalizó el papel del Sovnarkom de la República Socialista Federativa Soviética de Rusia (RSFS de Rusia): iba a ser responsable ante el Congreso Panruso de los Sóviets de «la administración general de los asuntos del Estado», permitiéndole sancionar decretos bajo la plena vigencia de la ley, cuando el Congreso no se encontrara en sesión. Luego, el Congreso habitualmente aprobaba estos decretos en su próximo período de sesiones. Por su parte, el Comité Ejecutivo Central Panruso (VTsIK) representaba el poder legislativo. 
Finalizó el 30 de diciembre de 1922, día en que se ratificó el Tratado de Creación de la URSS, sin embargo, permaneció formalmente hasta julio de 1923, cuando por medio de un decreto del recién formado Congreso de los Sóviets de la Unión Soviética, proclamó la creación de un nuevo órgano ejecutivo, también liderado por Lenin. 
Además de ser el primer gobierno comunista de la historia, el primer gobierno de Lenin tiene el "récord" de ser el primer gabinete en tener a una mujer en sus filas como ministra, pues tenía a Aleksandra Kolontái como Comisaria del Pueblo para Bienestar Social. 

## Composición[4]
| Comisario del Pueblo                 | Titular                                  | Partido |
| ------------------------------------ | ---------------------------------------- | ------- |
| Presidente                           | Vladímir Lenin                           | PCR (b) |
| Vicepresidentes                      | Lev Kámenev                              | PCR (b) |
| Vicepresidentes                      | Aleksandr Tsiurupa                       | PCR (b) |
| Vicepresidentes                      | Alekséi Rýkov                            | PCR (b) |
| Administrador de Asuntos             | Nikolái Gorbunov                         | PCR (b) |
| Asuntos Exteriores                   | León Trotski (1917-1918)                 | PCR (b) |
| Asuntos Exteriores                   | Adolf Iofe (1918)                        | PCR (b) |
| Asuntos Exteriores                   | Karl Radek (1918)                        | PCR (b) |
| Agricultura                          | Vladímir Miliutin (1917)                 | PCR (b) |
| Agricultura                          | Andréi Kolegáyev (1917-1918)             | PSRI    |
| Agricultura                          | Semión Sereda (1918-1921)                | PCR (b) |
| Agricultura                          | Valerián Obolenski (1921-1922)           | PCR (b) |
| Agricultura                          | Vasili Yakovenko (1922)                  | PCR (b) |
| Comercio e Industria                 | Víktor Noguín (1917)                     | PCR (b) |
| Comercio e Industria                 | Aleksandr Shliápnikov (1917-1918)        | PCR (b) |
| Comercio e Industria                 | Vladímir Smirnov (1918)                  | PCR (b) |
| Comercio e Industria                 | Mechislav Bronski (1918)                 | PCR (b) |
| Comercio e Industria                 | Leonid Krasin (1918-1922)                | PCR (b) |
| Ferrocarriles                        | Mark Yelizárov (1917-1918)               | PCR (b) |
| Ferrocarriles                        | Mijaíl Rógov (1918)                      | PCR (b) |
| Ferrocarriles                        | Piotr Kóbozev (1918)                     | PCR (b) |
| Ferrocarriles                        | Vladímir Nevski (1918-1919)              | PCR (b) |
| Ferrocarriles                        | Leonid Krasin (1919)                     | PCR (b) |
| Ferrocarriles                        | León Trotski (1920)                      | PCR (b) |
| Ferrocarriles                        | Aleksandr Yemshánov (1920-1921)          | PCR (b) |
| Ferrocarriles                        | Feliks Dzherzhinski (1921-1922)          | PCR (b) |
| Educación                            | Anatoli Lunacharski                      | PCR (b) |
| Finanzas                             | Iván Skvortsov-Stepánov (1917-1918)      | PCR (b) |
| Finanzas                             | Viacheslav Menzhinski (1918)             | PCR (b) |
| Finanzas                             | Isidore Gukovski (1918)                  | PCR (b) |
| Finanzas                             | Nikolái Krestinski (1918-1922)           | PCR (b) |
| Finanzas                             | Grigori Sokólnikov (1922)                | PCR (b) |
| Abastecimientos                      | Iván Teodoróvich (1917)                  | PCR (b) |
| Abastecimientos                      | Aleksandr Schlichter (1917-1918)         | PCR (b) |
| Abastecimientos                      | Aleksandr Tsiurupa (1918-1921)           | PCR (b) |
| Abastecimientos                      | Nikolái Briujánov (1921-1922)            | PCR (b) |
| Salud                                | Nikolái Semashko (1918-1922)             | PCR (b) |
| Bienestar Social                     | Aleksandra Kolontái (1917-1918)          | PCR (b) |
| Bienestar Social                     | Aleksandr Vinokúrov (1918-1921)          | PCR (b) |
| Bienestar Social                     | Mirón Vladímirov (1921-1922)             | PCR (b) |
| Bienestar Social                     | Nikolái Miliutin (1922)                  | PCR (b) |
| Asuntos Internos                     | Alekséi Rýkov (1917)                     | PCR (b) |
| Asuntos Internos                     | Grigori Petrovski (1917-1919)            | PCR (b) |
| Asuntos Internos                     | Félix Dzerzhinski (1919-1922)            | PCR (b) |
| Justicia                             | Gueorgui Opókov (1917)                   | PCR (b) |
| Justicia                             | Pēteris Stučka (1917)                    | PCR (b) |
| Justicia                             | Isaac Steinberg (1917-1918)              | PSRI    |
| Justicia                             | Pēteris Stučka (1918)                    | PCR (b) |
| Justicia                             | Dmitri Kurski (1918-1922)                | PCR (b) |
| Trabajo                              | Aleksandr Shliápnikov (1917-1918)        | PCR (b) |
| Trabajo                              | Vasili Schmidt (1918-1922)               | PCR (b) |
| Guerra y Asuntos Navales             | Nikolái Podvoiski (Comisario del Pueblo) | PCR (b) |
| Guerra y Asuntos Navales             | Nikolái Krylenko (Colegio de Guerra)     | PCR (b) |
| Guerra y Asuntos Navales             | Pável Dybenko (Colegio Naval)            | PCR (b) |
| Correos y Telégrafos                 | Nikolái Glébov-Avílov (1917)             | PCR (b) |
| Correos y Telégrafos                 | Prosh Proshián (1917-1918)               | PSRI    |
| Correos y Telégrafos                 | Vadim Podbelski (1918-1920)              | PCR (b) |
| Correos y Telégrafos                 | Artemi Liubóvich (1920-1921)             | PCR (b) |
| Correos y Telégrafos                 | Valerián Dogalevski (1921-1922)          | PCR (b) |
| Nacionalidades                       | Iósif Stalin                             | PCR (b) |
| Control Estatal                      | Eduard Essen (1917-1918)                 | PCR (b) |
| Control Estatal                      | Karl Lander (1918-1919)                  | PCR (b) |
| Control Estatal                      | Iósif Stalin (1919-1922)                 | PCR (b) |
| Consejo Supremo de Economía Nacional | Valerián Obolenski (1917-1918)           | PCR (b) |
| Consejo Supremo de Economía Nacional | Alekséi Rýkov (1918-1921)                | PCR (b) |
| Consejo Supremo de Economía Nacional | Nikolái Miliutin (1921)                  | PCR (b) |
| Consejo Supremo de Economía Nacional | Piotr Bogdánov (1921-1922)               | PCR (b) |